# Sphinx Tegels
Sphinx Tegels, van 1997 tot 2008 ook Trega International, is een keramisch bedrijf in de Nederlandse stad Maastricht, gespecialiseerd in tegels. Van 1902 tot 2008 produceerde het bedrijf op het fabrieksterrein in de wijk Limmel keramische vloer- en wandtegels. Tegenwoordig vindt de productie elders plaats. In Maastricht is een verkoopkantoor gevestigd en in Maasmechelen (B.) een distributiecentrum.

## Geschiedenis

### Frederik Regout's fabriek

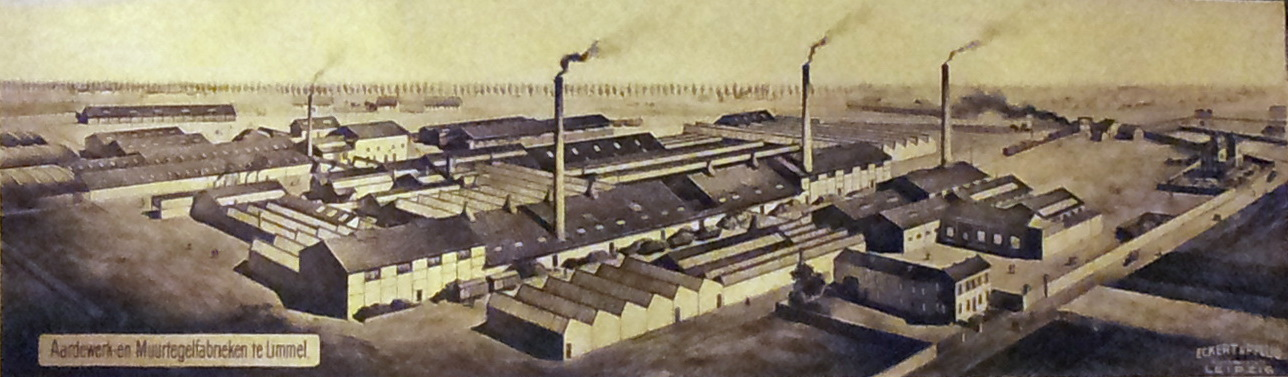
Het fabriekscomplex te Limmel. Detail van een fabrieksprent Kristal-, Glas- en Aardewerkfabrieken "De Sphinx" v/h Petrus Regout & Co., ca. 1900

Op 3 juni 1836 richtte Petrus (I) Regout aan de Boschstraat in het centrum van Maastricht een aardewerkfabriek 'Petrus Regout & Co.' op, die later bekend werd als De Sphinx. In 1891 begon zijn kleinzoon Frederik Regout (1858-1935), zoon van Eduard Regout, een eigen aardewerkfabriek in het Limmerderveld. Eind 1890 kocht hij in het gebied "De Bek" langs de Maas bij het dorp Limmel (toen gemeente Meerssen, sinds 1920 gemeente Maastricht ruim 6 ha land om daar een eigen aardewerkfabriek te beginnen. 
De Bek was een eeuwenoude locatie, die van oudsher langs de Maas was gelegen aan de weg naar Borgharen. In de negentiende eeuw voor het eerst duidelijk ingetekend, lag het terrein aan weerszijden van de Borgharenweg, ten noorden van de Spoorbrug en de Franciscus Romanusweg. De huidige aanlanding van de Noorderbrug ligt min of meer op de zuidelijke grens. Naar de noordzijde strekte het gebied zich uit tot de Balijeweg, aan de oostzijde ongeveer tot het begin van de huidige Willem Alexanderweg.
In februari 1891 publiceerde Frederik Regout zijn plannen in de lokale krant Limburger Koerier en op 2 juli van dat jaar werd de firma Frederik Regout & Cie. opgericht. In 1892 was de fabriek, gelegen ten oosten van de Borgharenweg, in bedrijf. In 1896, nauwelijks vijf jaar na de oprichting, nam de firma Regout (vanaf 1899 De Sphinx) de concurrerende fabriek in Limmel over.

### Sphinx tegelfabriek
Vanaf 1902 werden hier bij 'Sphinx-Limmel' voornamelijk tegels geproduceerd. De nieuwe naam kreeg geen voet aan de grond. Tot aan de Tweede Wereldoorlog stond de fabriek bekend als 'De Bek' van De Sphinx. In 1903 verrees tussen de tegelfabriek en de Balijeweg een zwavelzuurfabriek, een dependance van de in 1880 opgerichte Maastrichtsche Zinkwit Maatschappij (op de kop van de Franciscus Romanusweg).
In 1930 had het bedrijf 415 werknemers in dienst. De oppervlakte van het bedrijfsterrein besloeg circa vijf hectare.

### Trega International
Sphinx Tegels werd in 1997 afgesplitst van Koninklijke Sphinx. De officiële naam van het bedrijf was Trega International B.V., maar de productnaam Sphinx Tegels bleef gehandhaafd. Na de oprichting van enkele bedrijven, het verzelfstandigen van een aantal bedrijven en diverse overnames produceerde Trega International vanaf 1997 o.a. sanitair, tegels en vuurvaste keramiek. Begonnen met ca. 400 medewerkers, liep het aantal werknemers echter terug tot ca. 300 in 2003.

### Ondergang en doorstart
Op 7 november 2008 werd Sphinx Tegels failliet verklaard. Voor de 128 personeelsleden werd ontslag aangevraagd. Volgens het bedrijf lag de oorzaak in de kredietcrisis waardoor met name Spaanse fabrikanten hun tegels tegen dumpprijzen zouden verkopen. Er werd een doorstart gemaakt met sterk gereduceerde capaciteit, waarbij de productie geheel naar het buitenland,werd overgeplaatst. Het merk Sphinx Tegels bleef bestaan.

## Erfgoed
Van de historische fabrieksgebouwen in het gebied De Bek is niets meer over. De bebouwing op dit zogenaamde Tregaterrein werd in 1990 nog gerekend tot het industriële erfgoed van Maastricht, maar werd in 2010-2011 in opdracht van een investeringsmaatschappij gesloopt. Alleen een deel van de fabrieksmuur aan de Willem Alexanderweg bleef gespaard.
Over de geschiedenis van de fabriek en haar producten is nauwelijks gepubliceerd.

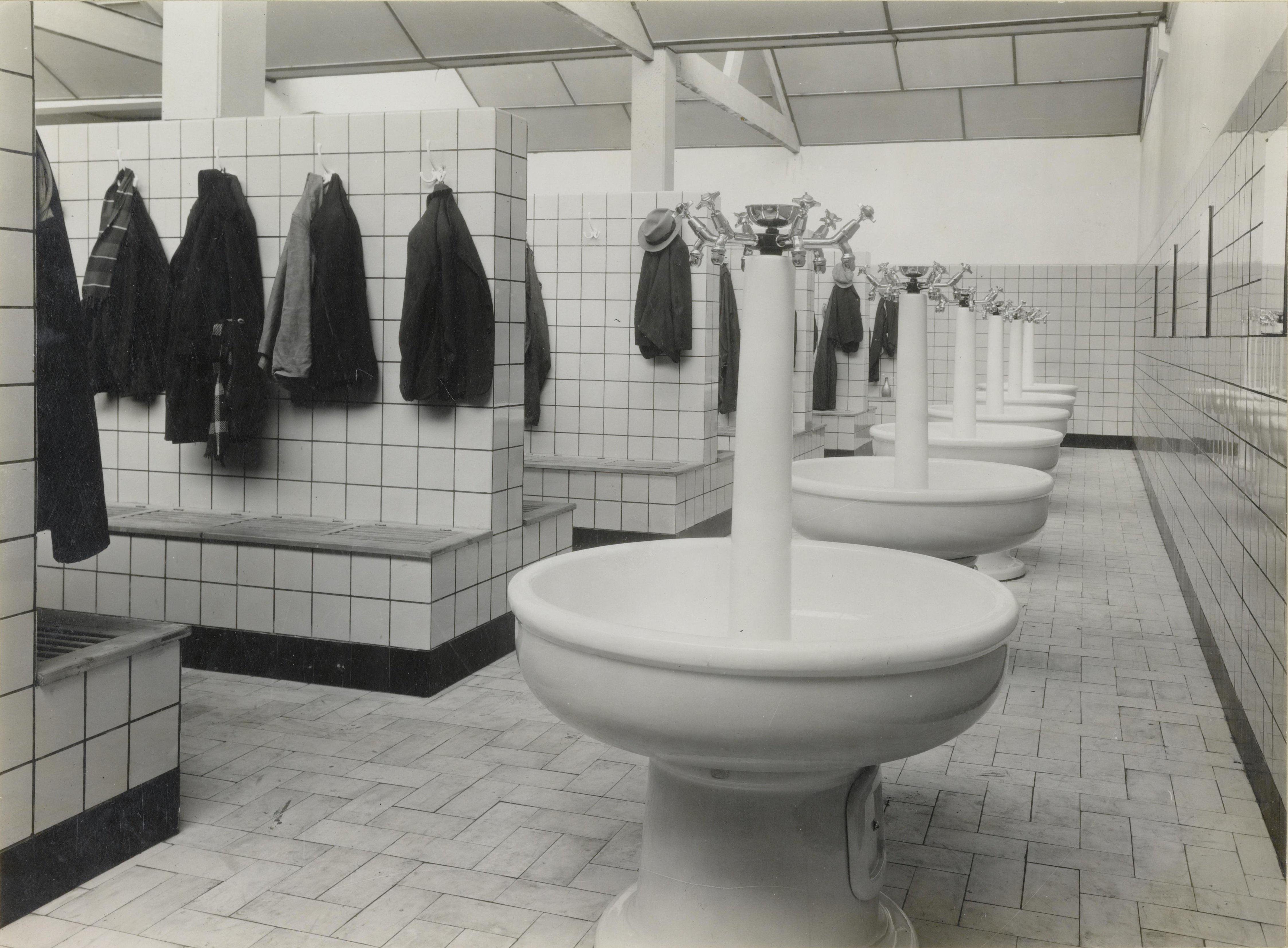
Was- en kleedlokaal, ca. 1940
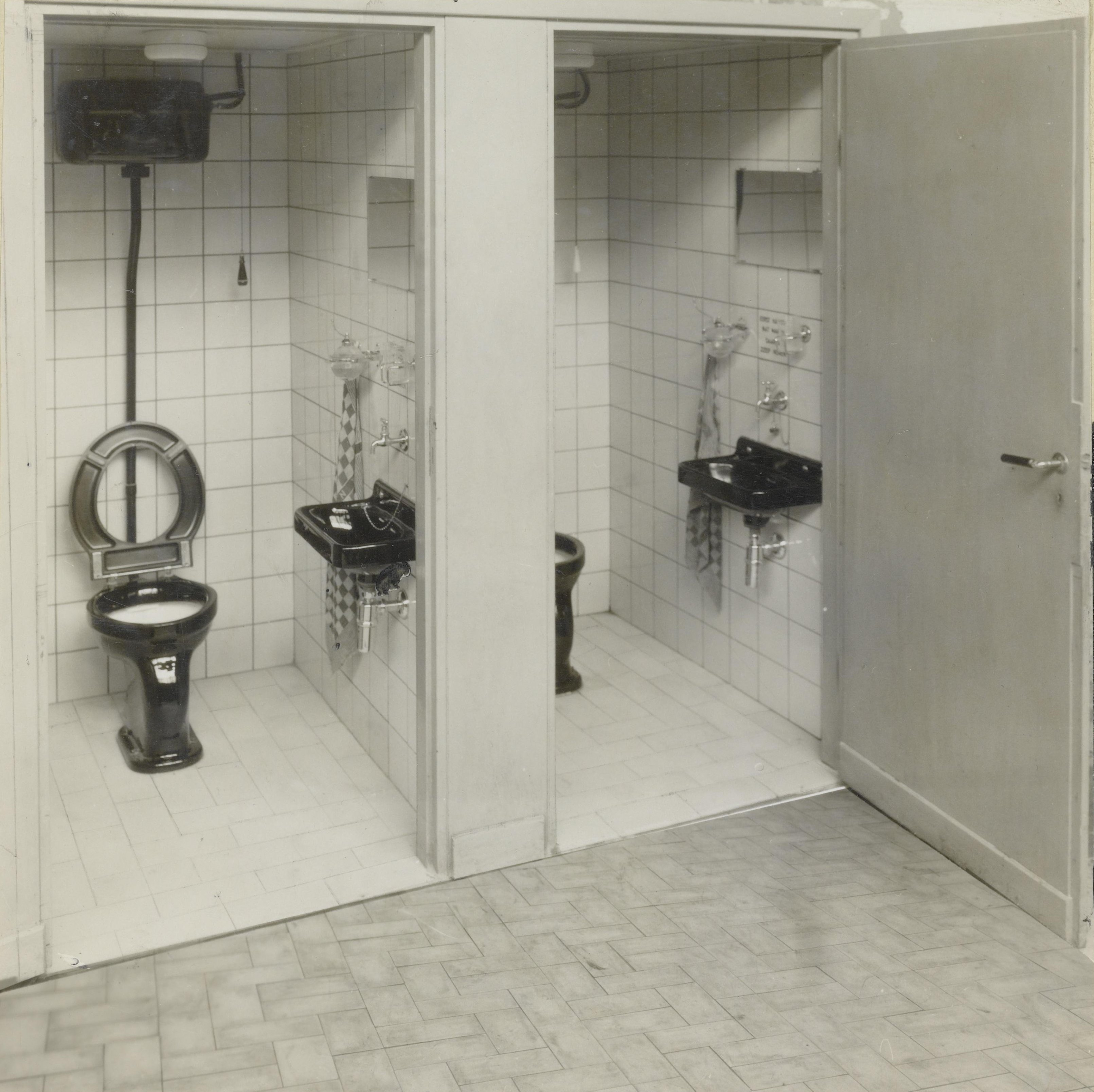
Toiletten, ca. 1940
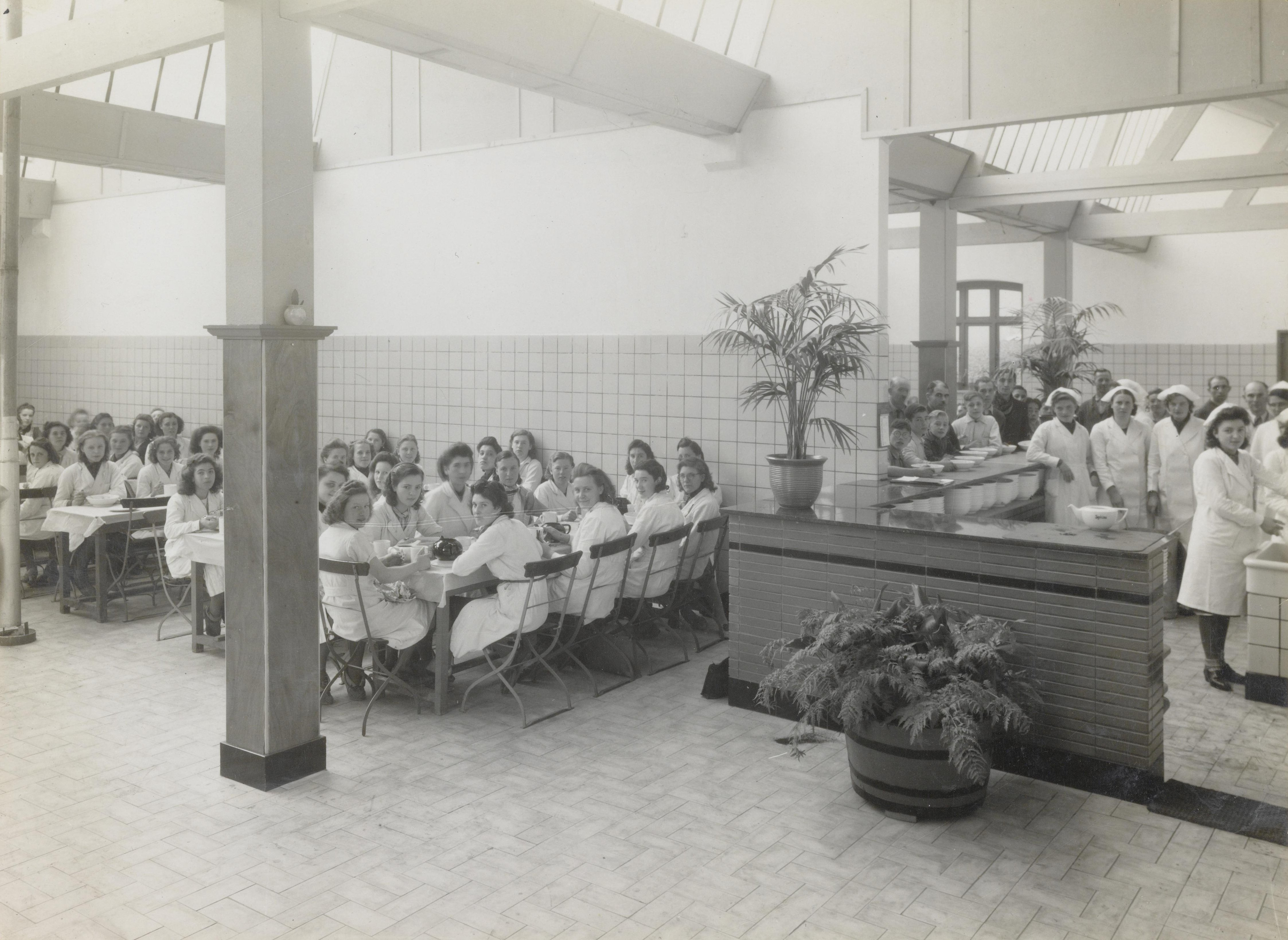
Gescheiden kantines, ca. 1940
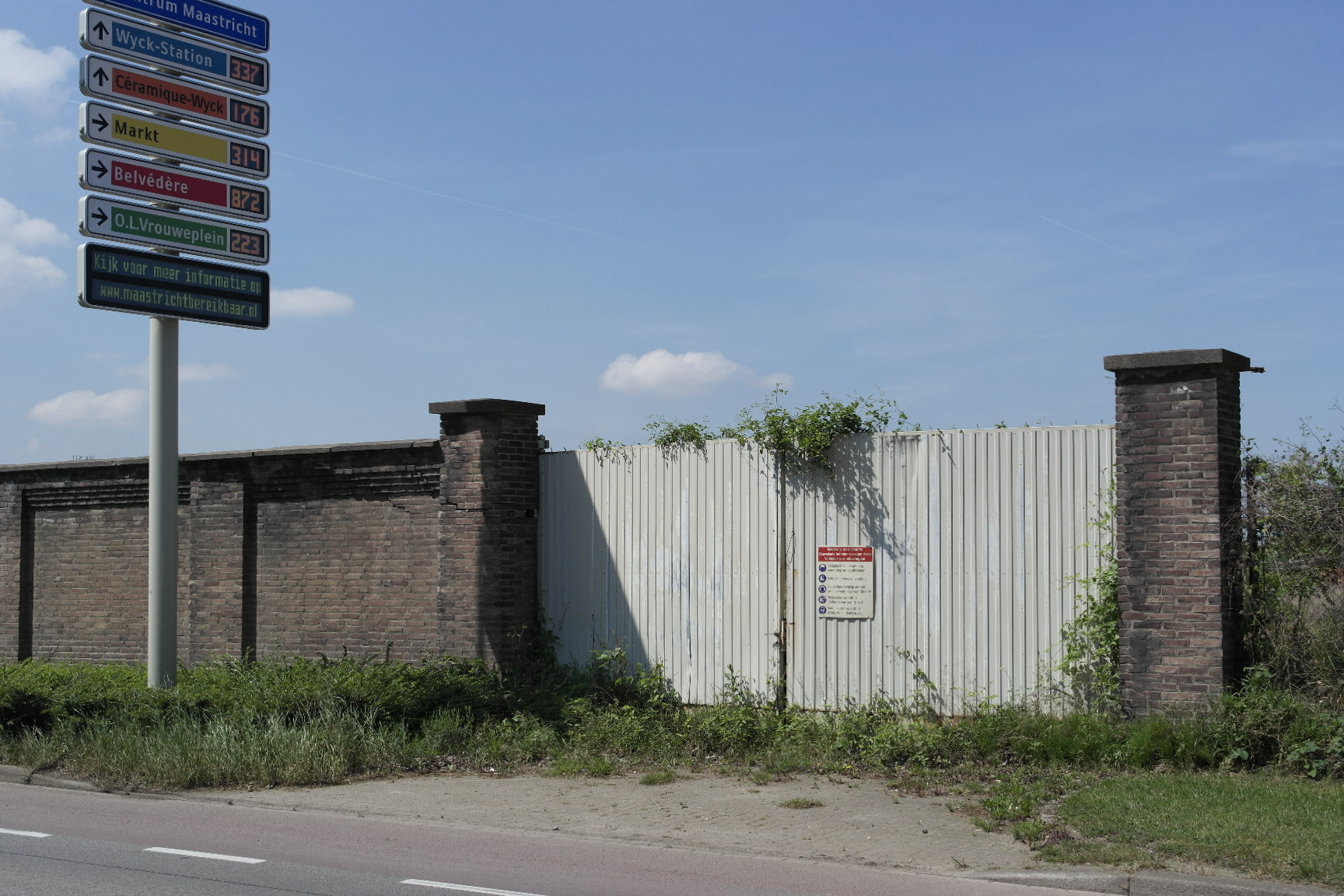
Fabrieksmuur De Bek